# Аскарида свиняча
Аскарида свиняча (Ascaris suum) є паразитичною нематодою, яка викликає аскаридоз у свиней. Хоча аскариди у свиней і людей сьогодні розглядаються як два види (A. suum і A. lumbricoides) з різними господарями, можливе перехресне зараження між людьми і свинями; деякі дослідники стверджують, що вони належать до одного виду. У Данії аскаридоз пов’язаний із контактом зі свинями та свинячим гноєм. A. suum поширений у всьому світі й виростає до 40 см у довжину. Аскаридоз лікують аскарицидами.